# Primi ministri dell'Islanda
Il ministro presidente dell'Islanda (in islandese: Forsætisráðherra Íslands) è il capo del governo islandese ed esercita il potere esecutivo insieme al governo, soggetto alla fiducia del Parlamento (Althing). I ministri presidenti si sono avvicendati a partire dal 1904.

## Lista

### Autogoverno (1904–1918)
Partiti politici
  Partito dell'Autogoverno
  Partito dell'Indipendenza
  Indipendente
  Partito dell'Unione
| Ministro presidente | Ministro presidente | Ministro presidente          | Partito                   | Mandato          | Mandato        |
| Ministro presidente | Ministro presidente | Ministro presidente          | Partito                   | Inizio           | Fine           |
| ------------------- | ------------------- | ---------------------------- | ------------------------- | ---------------- | -------------- |
| 1                   |                     | Hannes Hafstein (1861-1922)  | Partito dell'Autogoverno  | 1º febbraio 1904 | 31 marzo 1909  |
| 2                   |                     | Björn Jónsson (1846-1912)    | Partito dell'Indipendenza | 31 marzo 1909    | 14 marzo 1911  |
| 3                   |                     | Kristján Jónsson (1852-1926) | Indipendente              | 14 marzo 1911    | 24 luglio 1912 |
| 4                   |                     | Hannes Hafstein (1861-1922)  | Partito dell'Unione       | 24 luglio 1912   | 21 luglio 1914 |
| 5                   |                     | Sigurður Eggerz (1875-1945)  | Partito dell'Indipendenza | 21 luglio 1914   | 4 maggio 1915  |
| 6                   |                     | Einar Arnórsson (1880-1955)  | Partito dell'Indipendenza | 4 maggio 1915    | 4 gennaio 1917 |

### Regno d'Islanda (1918–1944)
Partiti politici
  Partito Conservatore
  Partito dell'Indipendenza
  Partito Progressista
  Indipendente
Stato
  Primo Ministro facente funzioni
| Ministro presidente | Ministro presidente | Ministro presidente             | Partito                     | Elezione         | Mandato          | Mandato          | Capi di Stato |
| Ministro presidente | Ministro presidente | Ministro presidente             | Partito                     | Elezione         | Inizio           | Fine             | Capi di Stato |
| ------------------- | ------------------- | ------------------------------- | --------------------------- | ---------------- | ---------------- | ---------------- | ------------- |
| 1                   |                     | Jón Magnússon (1859-1926)       | Partito Conservatore        | 1916             | 4 gennaio 1917   | 25 febbraio 1920 |               |
| 1                   | Cristiano X         | Jón Magnússon (1859-1926)       | Partito Conservatore        | 1916             | 4 gennaio 1917   | 25 febbraio 1920 |               |
| 1                   | 1919                | Jón Magnússon (1859-1926)       | Partito Conservatore        | 25 febbraio 1920 | 7 marzo 1922     |                  |               |
| 2                   |                     | Sigurður Eggerz (1875-1945)     | Partito dell'Indipendenza   | 1923             | 7 marzo 1922     | 22 marzo 1924    |               |
| 3                   |                     | Jón Magnússon (1859-1926)       | Partito Conservatore        | 1923             | 22 marzo 1924    | 23 giugno 1926   |               |
| -                   |                     | Magnús Guðmundsson (1879-1937)  | Partito Conservatore        | 1923             | 23 giugno 1926   | 8 luglio 1926    |               |
| 4                   |                     | Jón Þorláksson (1877-1935)      | Partito dell'Indipendenza   | 1923             | 8 luglio 1926    | 28 agosto 1927   |               |
| 5                   |                     | Tryggvi Þórhallsson (1889-1935) | Partito Progressista        | 1927             | 28 agosto 1927   | 3 giugno 1932    |               |
| 6                   |                     | Ásgeir Ásgeirsson (1894-1994)   | Partito Progressista        | 1931             | 3 giugno 1932    |                  |               |
| 6                   | 1933                | Ásgeir Ásgeirsson (1894-1994)   | Partito Progressista        |                  | 28 luglio 1934   |                  |               |
| 7                   |                     | Hermann Jónasson (1896-1976)    | Partito Progressista        | 1934             | 28 luglio 1934   | 2 aprile 1938    |               |
| 7                   | 1937                | Hermann Jónasson (1896-1976)    | Partito Progressista        | 2 aprile 1938    | 17 aprile 1939   |                  |               |
| 7                   | 1937                | Hermann Jónasson (1896-1976)    | Partito Progressista        | 17 aprile 1939   | 18 novembre 1941 |                  |               |
| 7                   | 1937                | Hermann Jónasson (1896-1976)    | Partito Progressista        | 18 novembre 1941 | 16 maggio 1942   |                  |               |
| 8                   |                     | Ólafur Thors (1892–1964)        | Partito dell'Indipendenza   | Luglio 1942      | 16 maggio 1942   |                  |               |
| 8                   | Ottobre 1942        | Ólafur Thors (1892–1964)        | Partito dell'Indipendenza   |                  | 16 dicembre 1942 |                  |               |
| 9                   | Ottobre 1942        |                                 | Björn Þórðarson (1879-1963) | Indipendente     | 16 dicembre 1942 | 21 ottobre 1944  |               |
| 9                   | Ottobre 1942        | Sveinn Björnsson                | Björn Þórðarson (1879-1963) | Indipendente     | 16 dicembre 1942 | 21 ottobre 1944  |               |

### Repubblica d'Islanda (dal 1944)
Partiti politici: 

  Partito dell'Indipendenza
  Alleanza Socialdemocratica
  Partito Progressista
  Sinistra - Movimento Verde
  Indipendente
| Ministro presidente | Ministro presidente          | Ministro presidente                          | Partito                        | Elezione                   | Mandato           | Mandato                | Capi di Stato     |
| Ministro presidente | Ministro presidente          | Ministro presidente                          | Partito                        | Elezione                   | Inizio            | Fine                   | Capi di Stato     |
| ------------------- | ---------------------------- | -------------------------------------------- | ------------------------------ | -------------------------- | ----------------- | ---------------------- | ----------------- |
| (8)                 |                              | Ólafur Thors (1892–1964)                     | Partito dell'Indipendenza      | 1946                       | 21 ottobre 1944   | 4 febbraio 1947        | Sveinn Björnsson  |
| 10                  |                              | Stefán Jóhann Stefánsson (1894–1980)         | Partito Socialdemocratico      | 1946                       | 4 febbraio 1947   | 6 dicembre 1949        | Sveinn Björnsson  |
| (8)                 |                              | Ólafur Thors (1892–1964)                     | Partito dell'Indipendenza      | 1949                       | 6 dicembre 1949   | 14 marzo 1950          | Sveinn Björnsson  |
| 11                  |                              | Steingrímur Steinþórsson (1893–1966)         | Partito Progressista           | 1949                       | 14 marzo 1950     | 11 settembre 1953      | Sveinn Björnsson  |
| 11                  | Ásgeir Ásgeirsson            | Steingrímur Steinþórsson (1893–1966)         | Partito Progressista           | 1949                       | 14 marzo 1950     | 11 settembre 1953      |                   |
| (8)                 |                              | Ólafur Thors (1892–1964)                     | Partito dell'Indipendenza      | 1953                       | 11 settembre 1953 | 24 luglio 1956         |                   |
| (7)                 |                              | Hermann Jónasson (1896–1976)                 | Partito Progressista           | 1956                       | 24 luglio 1956    | 23 dicembre 1958       |                   |
| 12                  |                              | Emil Jónsson (1902-1986)                     | Partito Socialdemocratico      | Giugno 1956                | 23 dicembre 1958  | 20 novembre 1959       |                   |
| (1)                 |                              | Ólafur Thors (1892–1964)                     | Partito dell'Indipendenza      | Ottobre 1956               | 20 novembre 1959  | 8 settembre 1961       |                   |
| –                   |                              | Bjarni Benediktsson (1908–1970) (ad interim) | Partito dell'Indipendenza      | Ottobre 1956               | 8 settembre 1961  | 31 dicembre 1961       |                   |
| (1)                 |                              | Ólafur Thors (1892–1964)                     | Partito dell'Indipendenza      | Ottobre 1956               | 1º gennaio 1962   | 14 novembre 1963       |                   |
| 13                  |                              | Bjarni Benediktsson (1908–1970)              | Partito dell'Indipendenza      | 1963                       | 14 novembre 1963  |                        |                   |
| 13                  | 1967                         | Bjarni Benediktsson (1908–1970)              | Partito dell'Indipendenza      |                            | 10 luglio 1970    | Kristján Eldjárn       |                   |
| 14                  | 1967                         |                                              | Jóhann Hafstein (1915–1980)    | Partito dell'Indipendenza  | 10 luglio 1970    | Kristján Eldjárn       | 14 luglio 1971    |
| 15                  |                              | Ólafur Jóhannesson (1913–1984)               | Partito Progressista           | 1971                       | 14 luglio 1971    | Kristján Eldjárn       | 28 agosto 1974    |
| 16                  |                              | Geir Hallgrímsson (1925–1990)                | Partito dell'Indipendenza      | 1974                       | 28 agosto 1974    | Kristján Eldjárn       | 1º settembre 1978 |
| (15)                |                              | Ólafur Jóhannesson (1913–1984)               | Partito Progressista           | 1978                       | 1º settembre 1978 | Kristján Eldjárn       | 15 ottobre 1979   |
| 17                  |                              | Benedikt Gröndal (1924-2010)                 | Partito Socialdemocratico      | 1979                       | 15 ottobre 1979   | Kristján Eldjárn       | 8 febbraio 1980   |
| 18                  |                              | Gunnar Thoroddsen (1910–1983)                | Partito dell'Indipendenza      | 1979                       | 8 febbraio 1980   | Kristján Eldjárn       | 26 maggio 1983    |
| 18                  | Vigdís Finnbogadóttir        | Gunnar Thoroddsen (1910–1983)                | Partito dell'Indipendenza      | 1979                       | 8 febbraio 1980   |                        | 26 maggio 1983    |
| 19                  |                              | Steingrímur Hermannsson (1928–2010)          | Partito Progressista           | 1983                       | 26 maggio 1983    | 8 luglio 1987          |                   |
| 20                  |                              | Þorsteinn Pálsson (1947–)                    | Partito dell'Indipendenza      | 1987                       | 8 luglio 1987     | 28 settembre 1988      |                   |
| (19)                |                              | Steingrímur Hermannsson (1928–2010)          | Partito Progressista           | 1987                       | 28 settembre 1988 | 10 settembre 1989      |                   |
| (19)                | 10 settembre 1989            | Steingrímur Hermannsson (1928–2010)          | Partito Progressista           | 1987                       | 30 aprile 1991    |                        |                   |
| 21                  |                              | Davíð Oddsson (1948–)                        | Partito dell'Indipendenza      | 1991                       | 30 aprile 1991    | 23 aprile 1995         |                   |
| 21                  | 1995                         | Davíð Oddsson (1948–)                        | Partito dell'Indipendenza      | 23 aprile 1995             | 28 maggio 1999    |                        |                   |
| 21                  | 1995                         | Davíð Oddsson (1948–)                        | Partito dell'Indipendenza      | 23 aprile 1995             | 28 maggio 1999    | Ólafur Ragnar Grímsson |                   |
| 21                  | 1999                         | Davíð Oddsson (1948–)                        | Partito dell'Indipendenza      | 28 maggio 1999             | 23 maggio 2003    |                        |                   |
| 21                  | 2003                         | Davíð Oddsson (1948–)                        | Partito dell'Indipendenza      | 23 maggio 2003             | 15 settembre 2004 |                        |                   |
| 22                  | 2003                         |                                              | Halldór Ásgrímsson (1947–2015) | Partito Progressista       | 15 settembre 2004 | 15 giugno 2006         |                   |
| 23                  | 2003                         |                                              | Geir Haarde (1951–)            | Partito dell'Indipendenza  | 15 giugno 2006    | 24 maggio 2007         |                   |
| 23                  | 2007                         | 24 maggio 2007                               | Geir Haarde (1951–)            | Partito dell'Indipendenza  | 1º febbraio 2009  |                        |                   |
| 24                  | 2007                         |                                              | Jóhanna Sigurðardóttir (1942–) | Alleanza Socialdemocratica | 1º febbraio 2009  | 10 maggio 2009         |                   |
| 24                  | 2009                         | 10 maggio 2009                               | Jóhanna Sigurðardóttir (1942–) | Alleanza Socialdemocratica | 23 maggio 2013    |                        |                   |
| 25                  |                              | Sigmundur Davíð Gunnlaugsson (1975-)         | Partito Progressista           | 2013                       | 23 maggio 2013    | 5 aprile 2016          |                   |
| 26                  |                              | Sigurður Ingi Jóhannsson (1962-)             | Partito Progressista           | 2013                       | 5 aprile 2016     | 11 gennaio 2017        |                   |
| 26                  | Guðni Thorlacius Jóhannesson | Sigurður Ingi Jóhannsson (1962-)             | Partito Progressista           | 2013                       | 5 aprile 2016     | 11 gennaio 2017        |                   |
| 27                  |                              | Bjarni Benediktsson (1970-)                  | Partito dell'Indipendenza      | 2016                       | 11 gennaio 2017   | 30 novembre 2017       |                   |
| 28                  |                              | Katrín Jakobsdóttir (1976-)                  | Sinistra - Movimento Verde     | 2017                       | 30 novembre 2017  | 9 aprile 2024          |                   |
| 28                  | 2021                         | Katrín Jakobsdóttir (1976-)                  | Sinistra - Movimento Verde     |                            | 30 novembre 2017  | 9 aprile 2024          |                   |
| (27)                |                              | Bjarni Benediktsson (1970-)                  | Partito dell'Indipendenza      | 9 aprile 2024              | 21 dicembre 2024  |                        |                   |
| 29                  |                              | Kristrún Frostadóttir (1988-)                | Alleanza Socialdemocratica     | 2024                       | 21 dicembre 2024  | in carica              | Halla Tómasdóttir |